# Lac de Šelovrenac
Le lac de Šelovrenac (en serbe cyrillique : Језеро Шеловренац) est un lac de Serbie situé près du village de Maradik, dans la municipalité d'Inđija et dans la province autonome de Voïvodine.

## Géographie
Le lac de Šelovrenac, également connu sous le nom de lac de Šelevrenac, se trouve sur les pentes méridionales du massif de la Fruška gora au sud-ouest de Maradik.

## Activités
Le lac est intégré dans le centre de vacances de Maradik, créé en 2008 ; on peut y pratiquer la pêche sportive. On y trouve aussi un petit restaurant avec vue sur le lac et l'on peut y pratiquer le volley-ball, le beach-volley et le football.